# نوربرت ريدل
نوربرت ريدل (بالألمانية: Norbert Riedel)‏ (و. 1912 – 1963 م) هو مهندس ألماني، توفي عن عمر يناهز 51 عاماً.